# Issoudun-Létrieix
Pour les articles homonymes, voir Issoudun (homonymie).
Issoudun-Létrieix est une commune française située dans le département de la Creuse, en région Nouvelle-Aquitaine.

## Géographie

### Généralités

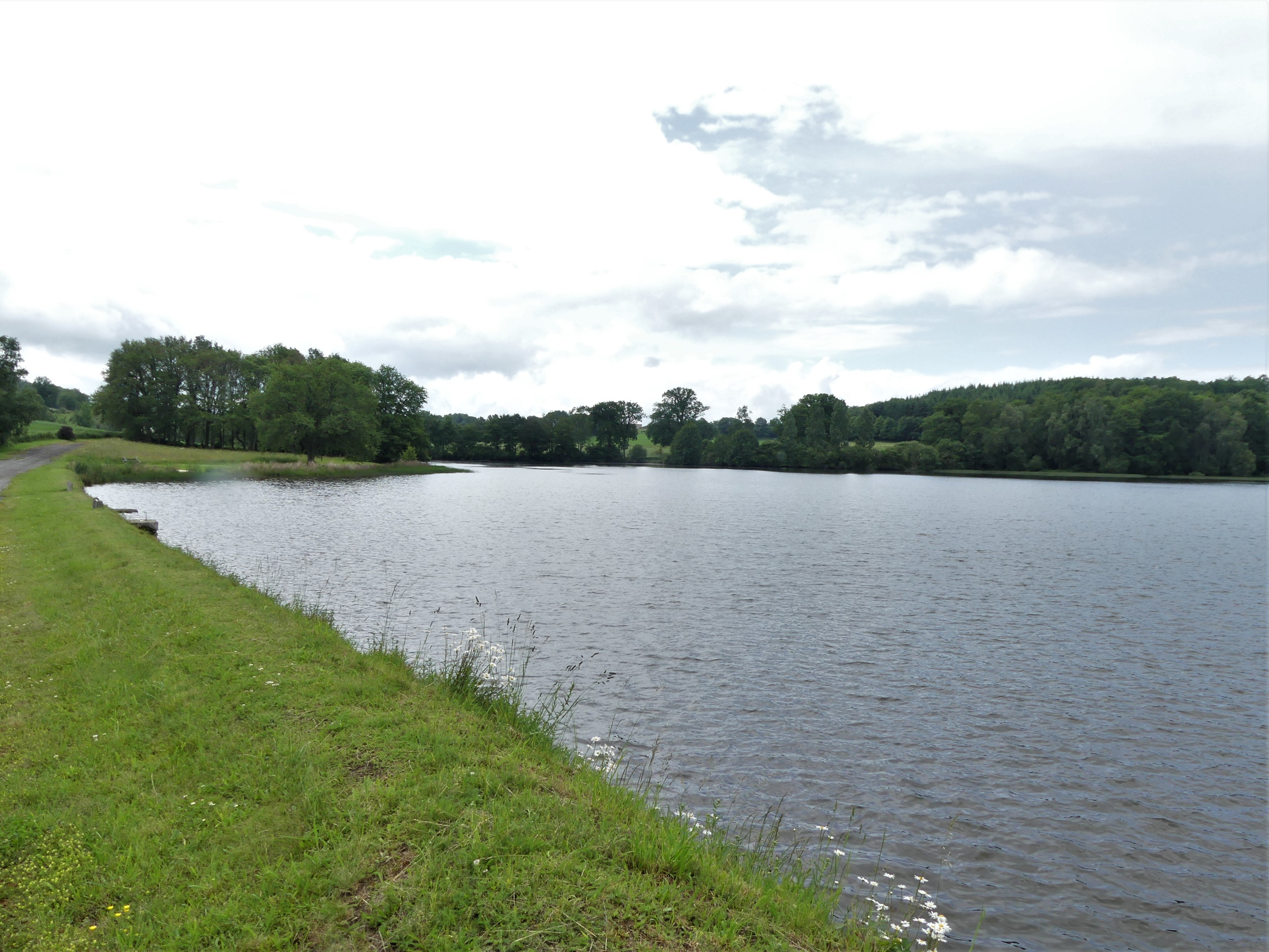
L'étang des Moines.

Dans le centre du département de la Creuse, la commune d'Issoudin-Létrieix s'étend sur 26,43 km2. Elle est arrosée par le ruisseau de la Cour et le ruisseau des Chambons, deux affluents de la Creuse. Plusieurs étangs parsèment le territoire communal, dont les deux plus étendus sont l'étang des Moines et l'étang de Brutebœuf. Ce dernier donne naissance au ruisseau de l'Étang Pinaud, petit affluent de la Voueize.
L'altitude minimale 384 mètres se trouve localisée au sud-ouest, près du lieu-dit Lacour, là où le ruisseau de la Cour quitte la commune et entre sur celle de Saint-Martial-le-Mont. L'altitude maximale avec 598 mètres est située au sud-est, au bois du Mont.
Traversé par la route départementale (RD) 54, le bourg d'Issoudin-Létrieix est situé, en distances orthodromiques, douze kilomètres au nord d'Aubusson et quatre kilomètres au sud-ouest du village de Létrieix.
Le territoire communal est également desservi par les RD 7, 9, 94 et 990.

### Communes limitrophes
Issoudun-Létrieix est limitrophe de sept autres communes.
| Saint-Pardoux-les-Cards | Chénérailles             | Saint-Chabrais    |
| Saint-Martial-le-Mont   | Issoudun-Létrieix        | Peyrat-la-Nonière |
|                         | Saint-Médard-la-Rochette | Puy-Malsignat     |

### Climat
Pour des articles plus généraux, voir Climat de la Nouvelle-Aquitaine et Climat de la Creuse.
Historiquement, la commune est exposée à un climat montagnard.  
En 2020, Météo-France publie une typologie des climats de la France métropolitaine dans laquelle la commune est exposée à un climat de montagne et est dans la région climatique  Ouest et nord-ouest du Massif Central, caractérisée par une pluviométrie annuelle de 900 à 1 500 mm, maximale en automne et en hiver.
Pour la période 1971-2000, la température annuelle moyenne est de 10 °C, avec  une amplitude thermique annuelle de 14,9 °C. Le cumul annuel moyen de précipitations est de 1 054 mm, avec 12,5 jours de précipitations en janvier et 7,8 jours en juillet. Pour la période 1991-2020, la température moyenne annuelle observée sur la station météorologique la plus proche, située sur la commune d'Aubusson à 12 km à vol d'oiseau, est de 10,1 °C et le cumul annuel moyen de précipitations est de 939,1 mm,. Pour l'avenir, les paramètres climatiques de la commune estimés pour 2050 selon différents scénarios d’émission de gaz à effet de serre sont consultables sur un site dédié publié par Météo-France en novembre 2022.

## Urbanisme

### Typologie
Au 1er janvier 2024, Issoudun-Létrieix est catégorisée commune rurale à habitat très dispersé, selon la nouvelle grille communale de densité à 7 niveaux définie par l'Insee en 2022.
Elle est située hors unité urbaine. Par ailleurs la commune fait partie de l'aire d'attraction d'Aubusson, dont elle est une commune de la couronne,. Cette aire, qui regroupe 34 communes, est catégorisée dans les aires de moins de 50 000 habitants,.

### Occupation des sols
L'occupation des sols de la commune, telle qu'elle ressort de la base de données européenne d’occupation biophysique des sols Corine Land Cover (CLC), est marquée par l'importance des territoires agricoles (81,2 % en 2018), en augmentation par rapport à 1990 (78,7 %). La répartition détaillée en 2018 est la suivante : 
prairies (65,3 %), forêts (18,8 %), zones agricoles hétérogènes (15,9 %). L'évolution de l’occupation des sols de la commune et de ses infrastructures peut être observée sur les différentes représentations cartographiques du territoire : la carte de Cassini (XVIIIe siècle), la carte d'état-major (1820-1866) et les cartes ou photos aériennes de l'IGN pour la période actuelle (1950 à aujourd'hui).

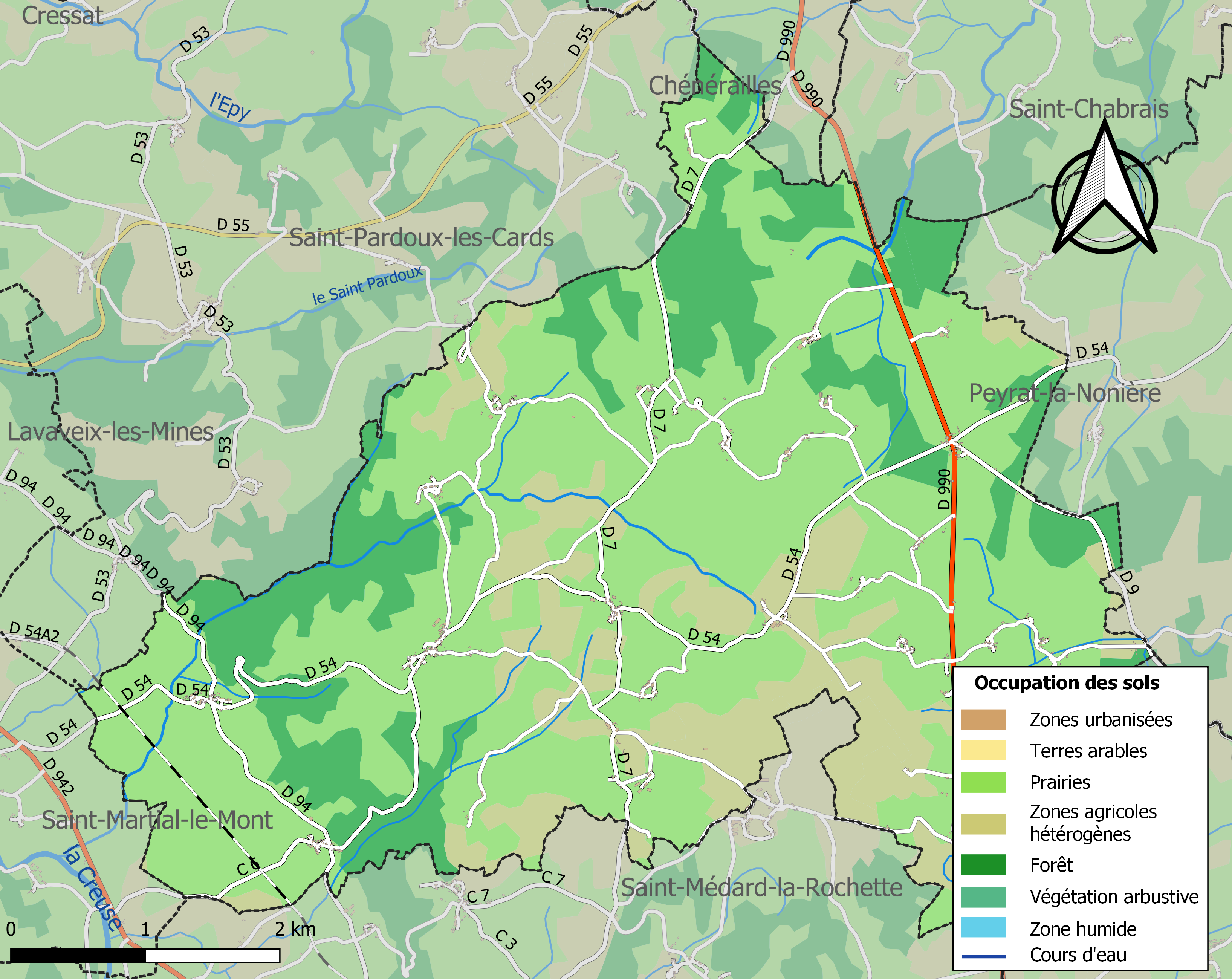
Carte des infrastructures et de l'occupation des sols de la commune en 2018 (CLC).

### Transports en commun
- Réseau TransCreuse

### Risques majeurs
Le territoire de la commune d'Issoudun-Létrieix est vulnérable à différents aléas naturels : météorologiques (tempête, orage, neige, grand froid, canicule ou sécheresse) et séisme (sismicité faible). Il est également exposé à un risque particulier : le risque de radon. Un site publié par le BRGM permet d'évaluer simplement et rapidement les risques d'un bien localisé soit par son adresse soit par le numéro de sa parcelle.

#### Risques naturels

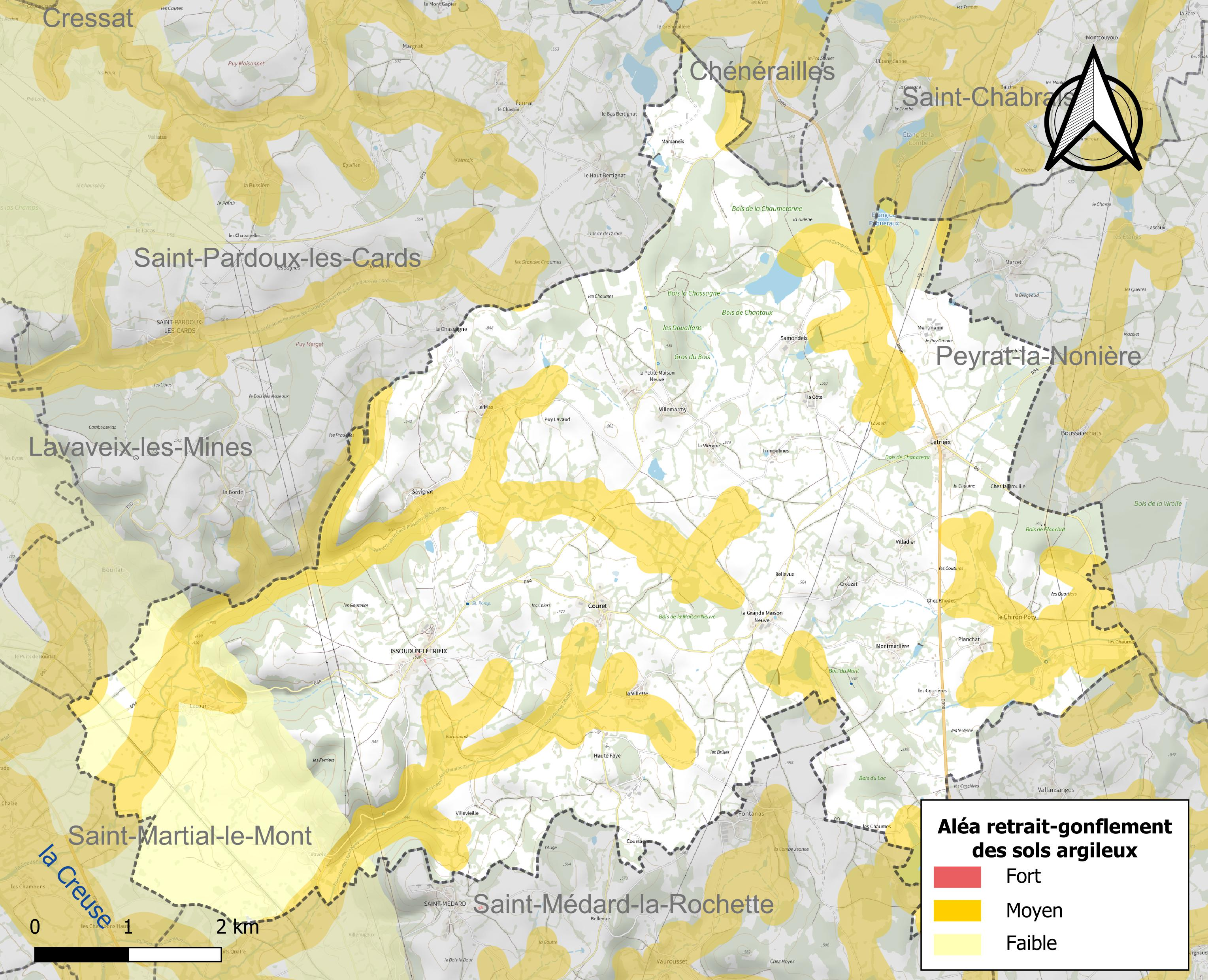
Carte des zones d'aléa retrait-gonflement des sols argileux d'Issoudun-Létrieix.

Le retrait-gonflement des sols argileux est susceptible d'engendrer des dommages importants aux bâtiments en cas d’alternance de périodes de sécheresse et de pluie. 24,6 % de la superficie communale est en aléa moyen ou fort (33,6 % au niveau départemental et 48,5 % au niveau national). Sur les 227 bâtiments dénombrés sur la commune en 2019, 41 sont en aléa moyen ou fort, soit 18 %, à comparer aux 25 % au niveau départemental et 54 % au niveau national. Une cartographie de l'exposition du territoire national au retrait gonflement des sols argileux est disponible sur le site du BRGM,.
Par ailleurs, afin de mieux appréhender le risque d’affaissement de terrain, l'inventaire national des cavités souterraines permet de localiser celles situées sur la commune.
La commune a été reconnue en état de catastrophe naturelle au titre des dommages causés par les inondations et coulées de boue survenues en 1982 et 1999. Concernant les mouvements de terrains, la commune a été reconnue en état de catastrophe naturelle au titre des dommages causés par des mouvements de terrain en 1999.

#### Risque particulier
Dans plusieurs parties du territoire national, le radon, accumulé dans certains logements ou autres locaux, peut constituer une source significative d’exposition de la population aux rayonnements ionisants. Certaines communes du département sont concernées par le risque radon à un niveau plus ou moins élevé. Selon la classification de 2018, la commune d'Issoudun-Létrieix est classée en zone 3, à savoir zone à potentiel radon significatif.

## Toponymie
De l'adjectif gaulois uxello, « élevé » et du radical indo-européen *dhun-, associant un relief et un habitat défendu « dune », à l’origine d’une racine celtique *dhuno dont le premier sens aurait été « clôture, zone enclose », d’où le gaulois  dūnum qui a pris le sens de « citadelle, enceinte fortifiée » et, par métonymie, celui de « colline, mont » puisque la plupart des citadelles étaient bâties sur des hauteurs.[réf. nécessaire]

## Histoire

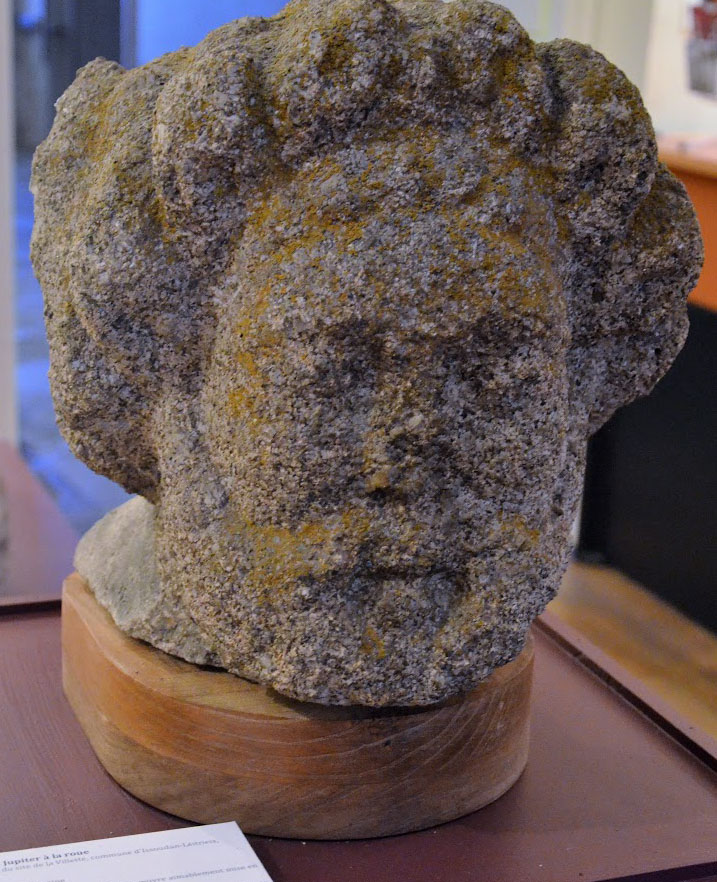
Jupiter à la Roue de La Villette.

À l'instar de nombreux sites de la Creuse, Issoudun-Letrieix fut un lieu d'habitation gallo-romain comme en témoigne la découverte au début du XXe siècle par l'architecte Germain Sauvanet, de la tête d'une sculpture monumentale. Cette pièce connue sous le nom de « Jupiter à la Roue de La Villette » a été identifiée comme celle du dieu gaulois Taranis. Elle est aujourd'hui exposée au musée de la Sénatorerie de Guéret.
En 1937, la commune d'Issoudun prend le nom d'Issoudun-Létrieix.

## Politique et administration

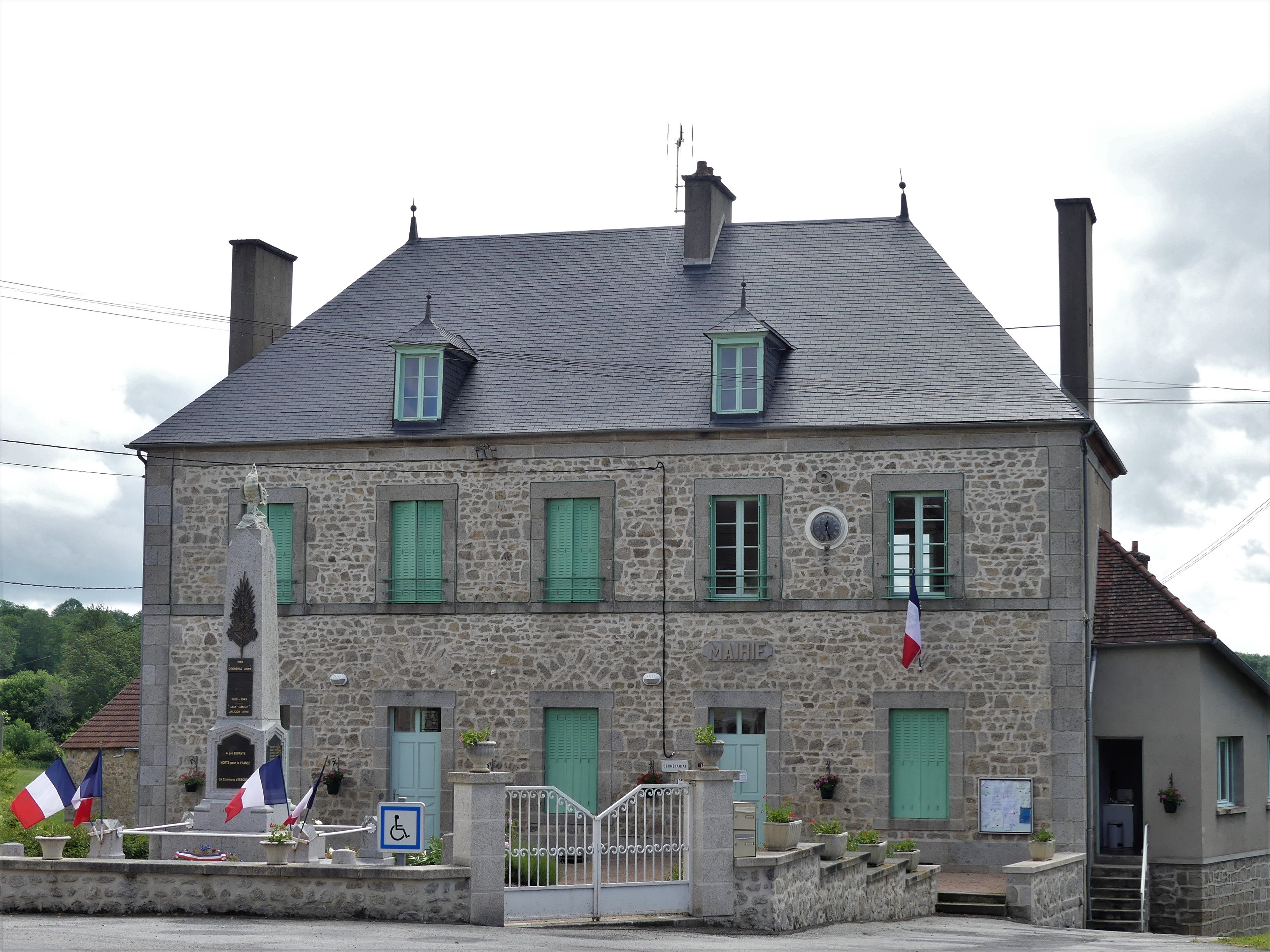
La mairie en 2018.

| Période                                  | Période  | Identité             | Étiquette | Qualité |
| ---------------------------------------- | -------- | -------------------- | --------- | ------- |
| Les données manquantes sont à compléter. |          |                      |           |         |
|                                          |          |                      |           |         |
| mars 2001                                |          | Mme Dominique Latour | UMP-LR    |         |
| 2017 (réélu en mai 2020)                 | En cours | Jean-Claude Conchon  |           |         |

## Démographie
Les habitants d'Issoudun-Létrieix s'appellent les Issoldunois et les Issoldunoises.
L'évolution du nombre d'habitants est connue à travers les recensements de la population effectués dans la commune depuis 1793. Pour les communes de moins de 10 000 habitants, une enquête de recensement portant sur toute la population est réalisée tous les cinq ans, les populations de référence des années intermédiaires étant quant à elles estimées par interpolation ou extrapolation. Pour la commune, le premier recensement exhaustif entrant dans le cadre du nouveau dispositif a été réalisé en 2007.

En 2022, la commune comptait 292 habitants, en évolution de −2,67 % par rapport à 2016 (Creuse : −3,32 %, France hors Mayotte : +2,11 %).
| 1793  | 1800  | 1806  | 1821  | 1831  | 1836  | 1841  | 1846  | 1851  |
| ----- | ----- | ----- | ----- | ----- | ----- | ----- | ----- | ----- |
| 1 172 | 1 102 | 1 164 | 1 272 | 1 243 | 1 285 | 1 317 | 1 350 | 1 339 |

| 1856  | 1861  | 1866  | 1872  | 1876  | 1881  | 1886  | 1891  | 1896  |
| ----- | ----- | ----- | ----- | ----- | ----- | ----- | ----- | ----- |
| 1 240 | 1 220 | 1 184 | 1 143 | 1 117 | 1 087 | 1 060 | 1 075 | 1 050 |

| 1901 | 1906  | 1911 | 1921 | 1926 | 1931 | 1936 | 1946 | 1954 |
| ---- | ----- | ---- | ---- | ---- | ---- | ---- | ---- | ---- |
| 990  | 1 008 | 861  | 762  | 739  | 663  | 654  | 647  | 550  |

| 1962 | 1968 | 1975 | 1982 | 1990 | 1999 | 2006 | 2007 | 2012 |
| ---- | ---- | ---- | ---- | ---- | ---- | ---- | ---- | ---- |
| 503  | 452  | 387  | 341  | 287  | 277  | 295  | 298  | 299  |

| 2017 | 2022 | - | - | - | - | - | - | - |
| ---- | ---- | - | - | - | - | - | - | - |
| 299  | 292  | - | - | - | - | - | - | - |

## Culture locale et patrimoine

### Lieux et monuments
- Église Saint-Étienne[24] dont la construction date du XIIIe siècle, les voûtes du XVe siècle et les chapelles latérales du XVIIe siècle[25].
- À l'extérieur de l'église, caché en partie par une haie, un cippe gallo-romain est classé au titre des monuments historiques depuis 1971[26],[27].
- Le château de Haute Faye.

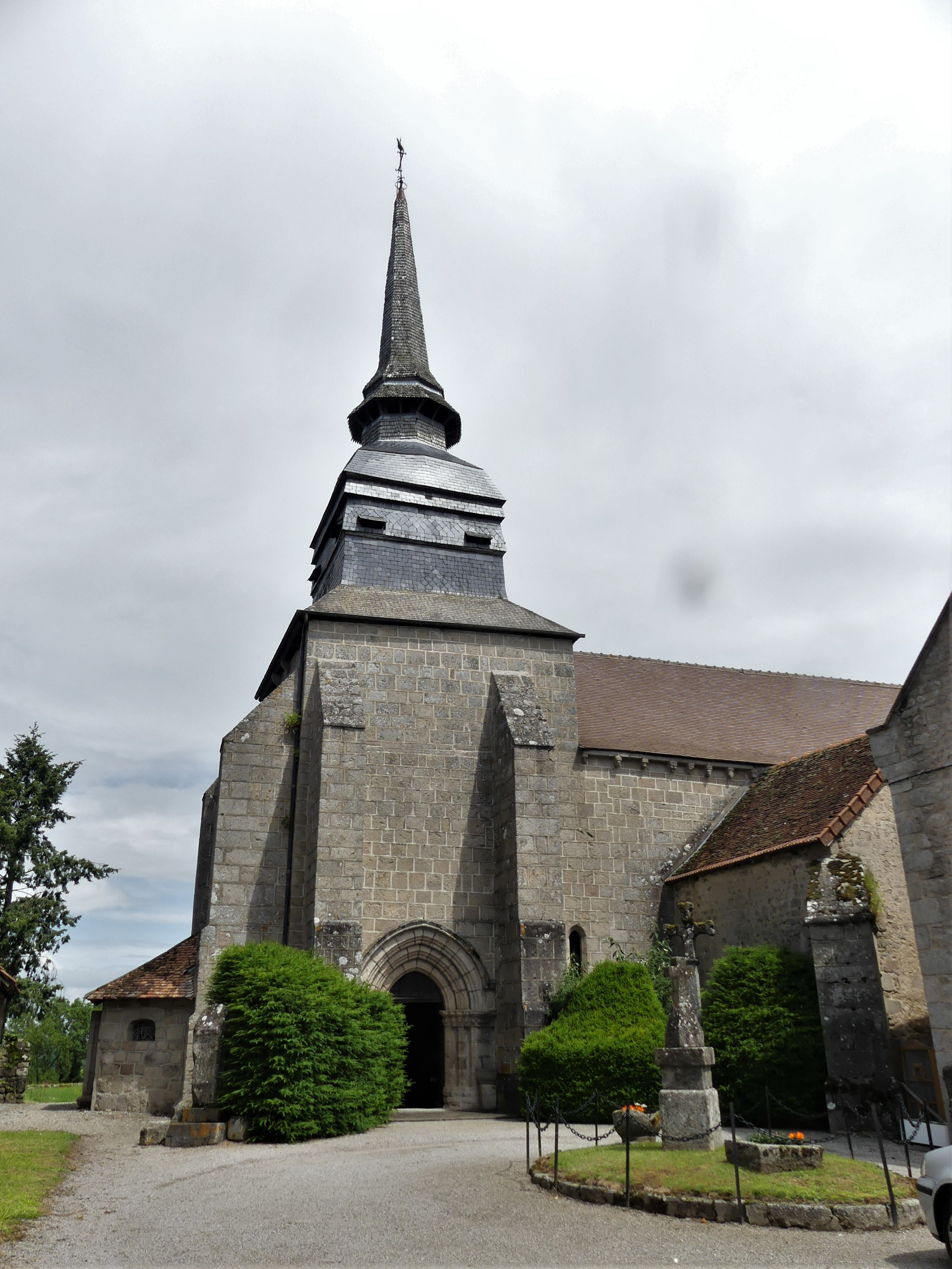
L'église Saint-Étienne.
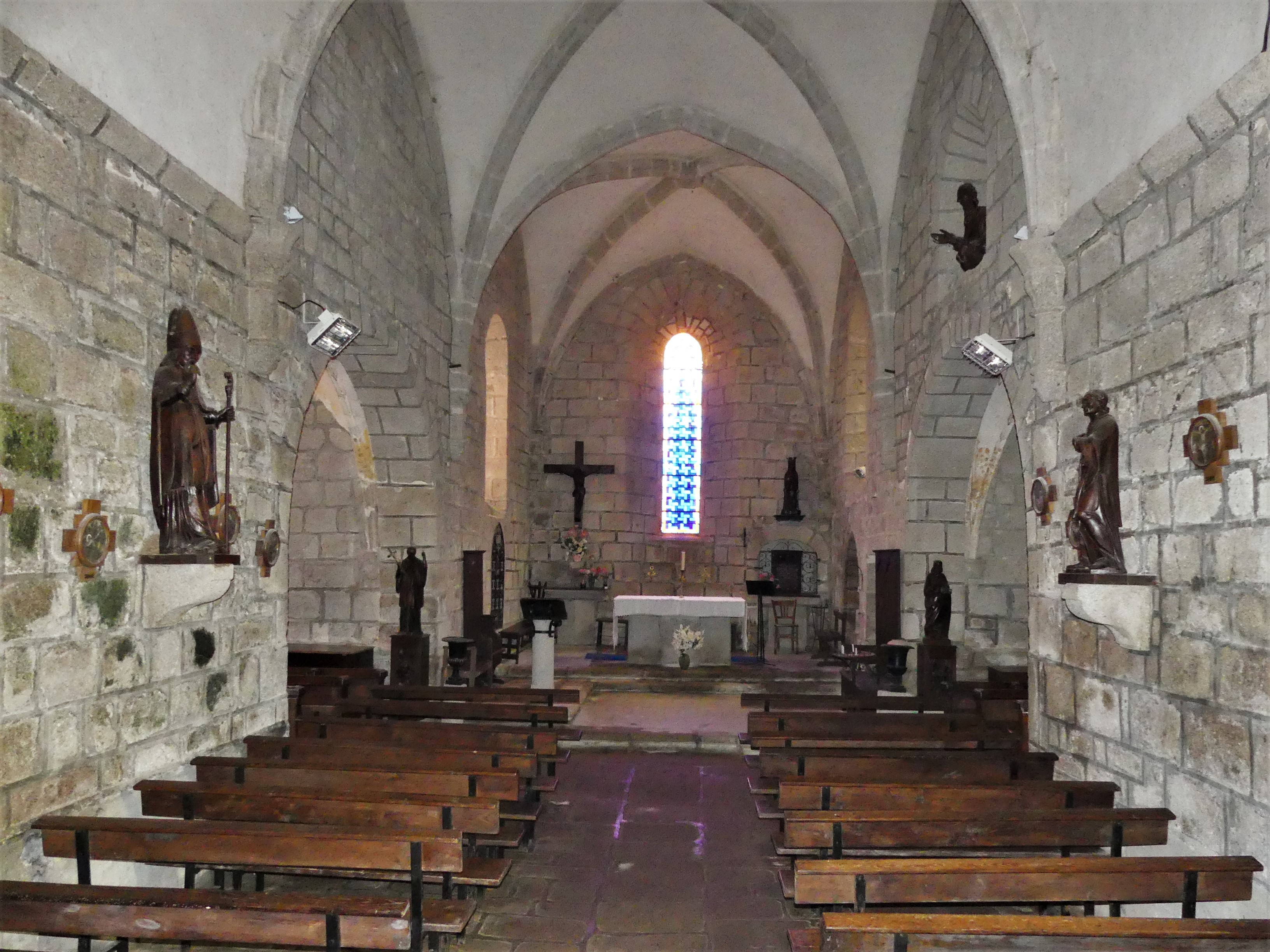
Sa nef.
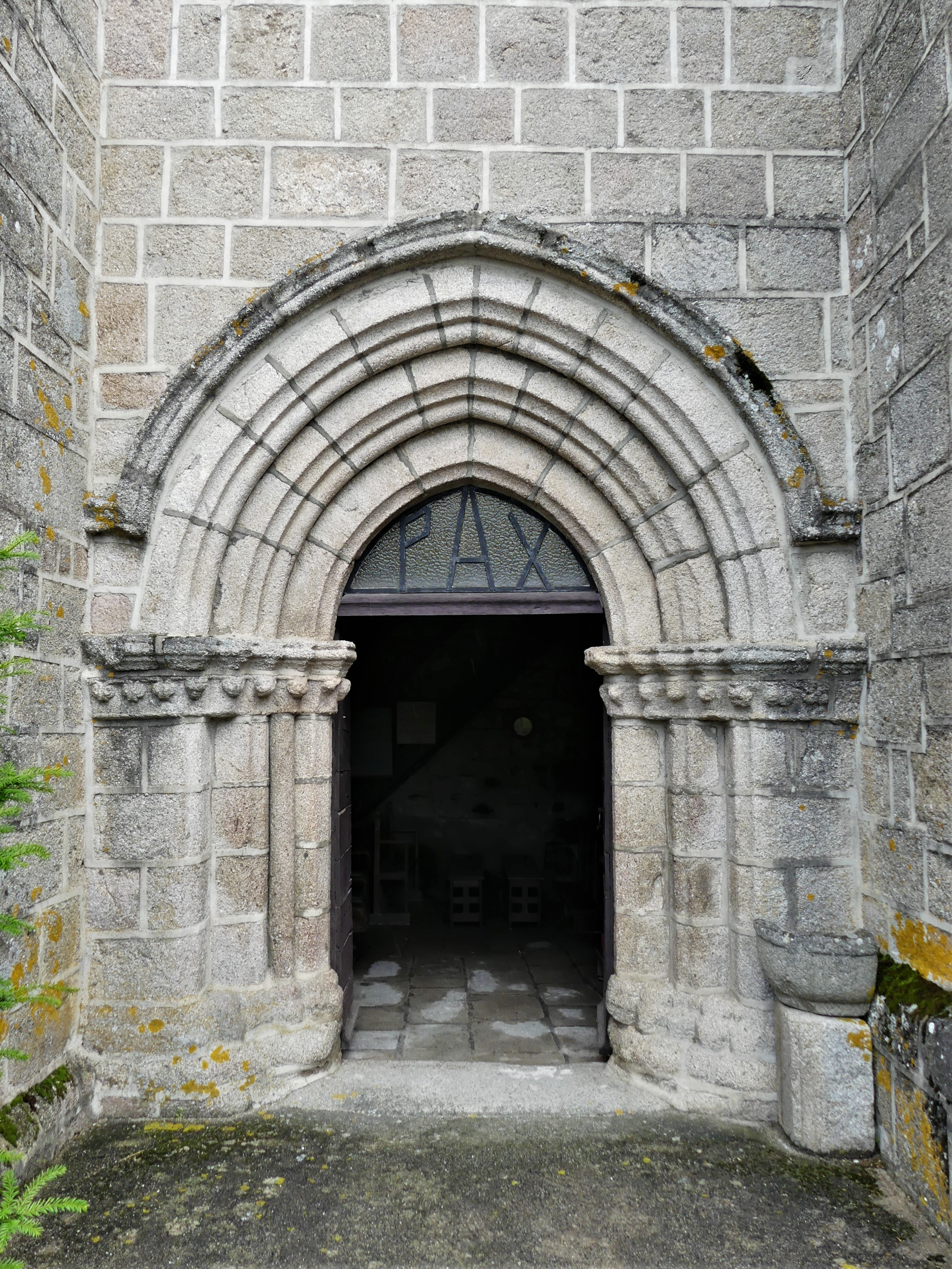
Son portail.
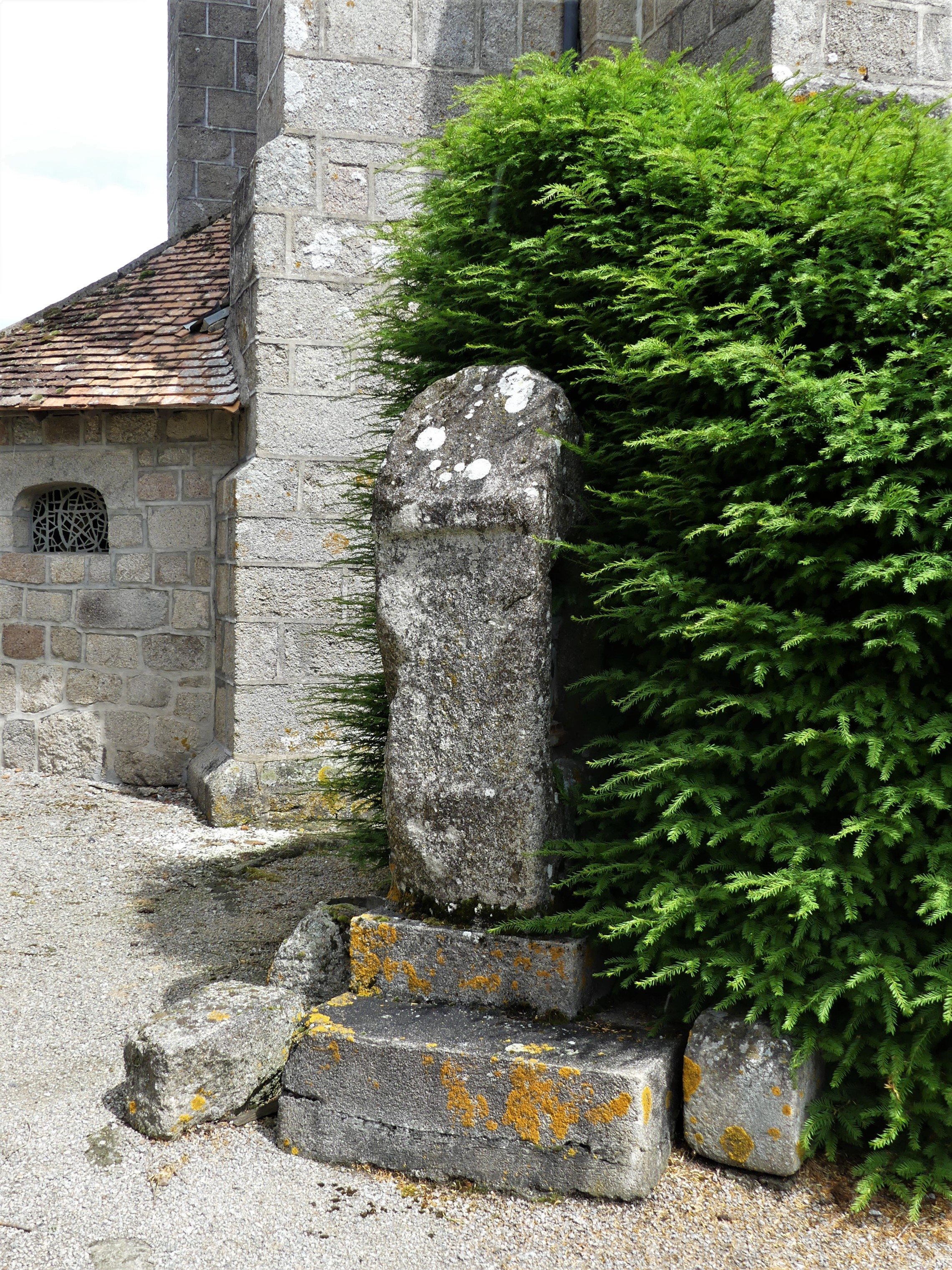
Le cippe gallo-romain.
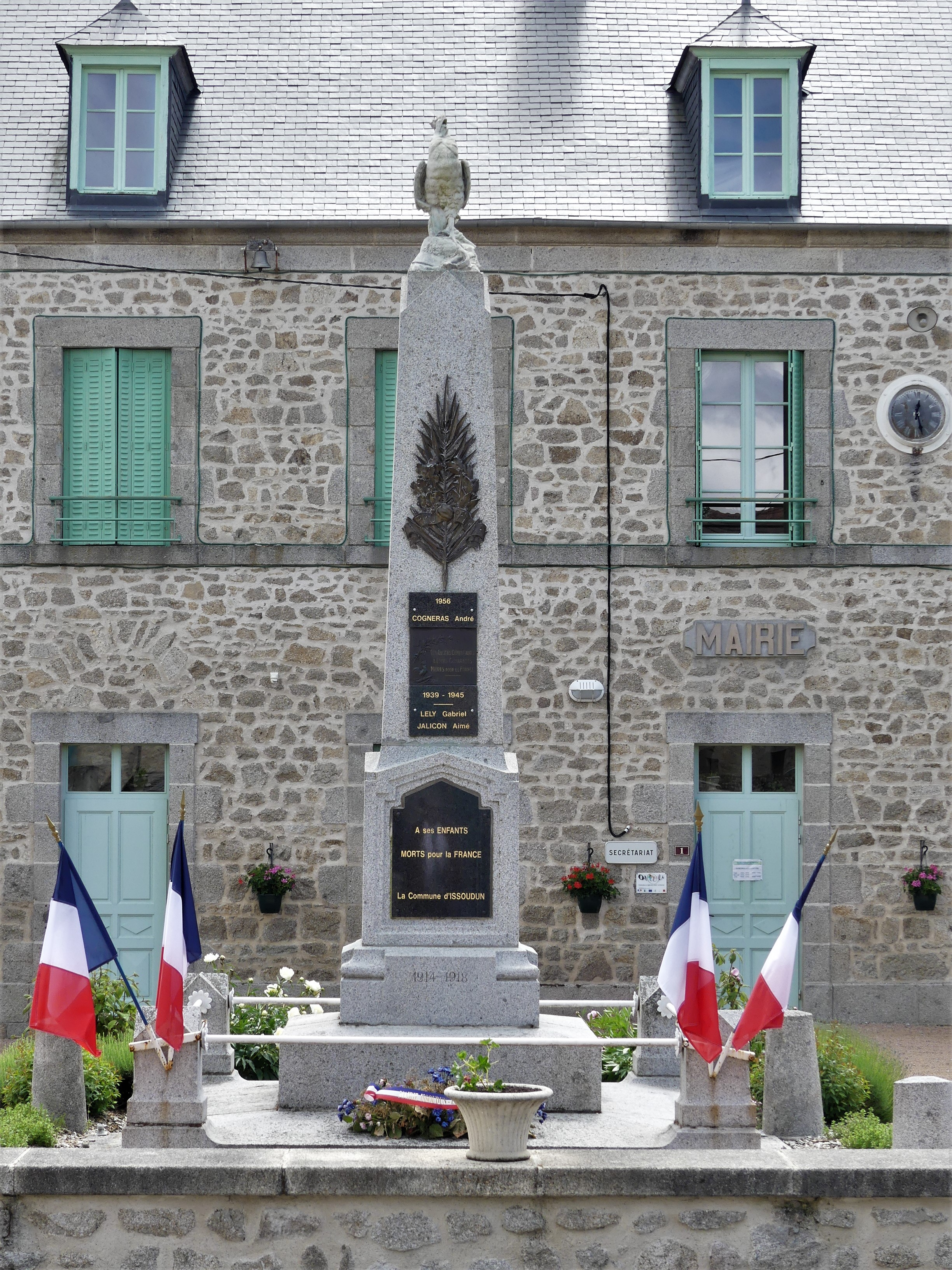
Le monument aux morts.

### Personnalités liées à la commune
- Germain Sauvanet (1849-1916), architecte départemental, propriétaire dans la commune, où il est décédé.

### Héraldique
| Blason de Issoudun-Létrieix | Blason  | Coupé ondé : au 1er parti au I de sinople à saint Étienne d'or, au II d'argent à une roue de chariot de gueules, au 2d d'azur à trois annelets d'or. |
| Blason de Issoudun-Létrieix | Détails | Le statut officiel du blason reste à déterminer. |